# Eluned Morgan
Eluned Morgan (n. 16 februarie 1967) este un om politic britanic, membru al Parlamentului European în perioadele 1994-1999, 1999-2004 și 2004-2009 din partea Regatului Unit.
1. ↑   https://www.bbc.co.uk/news/articles/cq5dd7y9vqxo Lipsește sau este vid: |title= (ajutor)
2. ↑  Eluned Morgan
3. ↑   https://candidates.democracyclub.org.uk/media/candidates-senedd.r.2021-05-06.csv Lipsește sau este vid: |title= (ajutor)
4. ↑   https://gov.wales/newsroom/firstminister/2018/181213-first-minister-announces-new-cabinet/?skip=1&lang=en Lipsește sau este vid: |title= (ajutor)
5. ↑   http://gov.wales/newsroom/firstminister/2017/171103wg/?lang=en Lipsește sau este vid: |title= (ajutor)
6. ↑  The London Gazette 59682 (PDF), p. 1357
7. 1 2  Deputații în Parlamentul European